# Sphecodes kershawi
Sphecodes kershawi är en biart som beskrevs av Perkins 1921. Sphecodes kershawi ingår i släktet blodbin, och familjen vägbin. Inga underarter finns listade i Catalogue of Life.